# WWG자산운용
주식회사 WWG자산운용은 대한민국의 독립 자산운용사로, 대체투자 자산군에 특화되었다.

## 투자

### 한성클린텍
- 투자 규모: 275억원
- 투자 기간: 2018년 1월 - 2021년 3월 (Exit 완료)
- 사업 분야: 반도체용 초순수 및 산업용 수처리 전문 EPC 기업

### 세명테크
유해폐기물 처리 및 재생 가능 자원을 활용한 친환경 순환 에너지 생산기업
- 투자 규모: 230억원
- 투자 시기: 2021년 12월

### 에어레인
- 에어레인[2]

### 코아오토모티브
모터응용기업인 코아오토모티브에 90억원을 투자하였다.

### 우당기술산업
2021년 우당기술산업 경영권과 지분 100%를 아주IB투자에 매각하였다.

### 이노켐
2025년 사모펀드인 기앤파트너스가 공동으로 이노켐 인수를 추진하고 있다.